# Razjarnikovi v prometu
Razjarnikovi v prometu je slovenska mladinska humoristična nanizanka, ki jo je predvajal prvi program Televizije Slovenija po prvem televizijskem dnevniku ob torkih zvečer, med 22. novembrom 1994 in 24. januarjem 1995. 
Govori o šestčlanski družini Razjarnikovih, ki se iz predmestja preseli v blok sredi betonske džungle.
Nastala v otroškem in mladinskem programu Televizije Slovenije v sodelovanju s Svetom za preventivo in vzgojo v cestnem prometu. Pri projektu sta sodelovala režiser Igor Šmid in scenaristka Tatjana Trtnik iz produkcije Triada, ki sta skupaj delala že pri mladinskih oddajah nacionalne TV v času urednikovanja Janeza Lombergarja.

## Zasedba
- Maja Končar: mama
- Zvone Hribar: oče
- Simon Repnik: sin
- Dragan Erbiga: sin
- Tisa Novak: hči
- Tjaša Meško: hči
- Roman Končar: policaj

## Epizode
| Št. | Naslov epizode         | Datum predvajanja | Lokacije snemanja                                                                                                | Igralci | Ref.  |
| --- | ---------------------- | ----------------- | --- | --- | ----- |
| 1.  | Selitev                | 22. november 1994 | | Maja Končar, Zvone Hribar, Simon Repnik, Dragan Erbida, Tisa Novak, Tjaša Meško, Dare Valič, Majda Potokar, Bernarda Oman, Judita Zidar, Maja Sever, Roman Končar, Marcel Buh | [ 4 ] |
| 2.  | Naše dvorišče          | 29. november 1994 | | |       |
| 3.  | Hitrost                | 6. december 1994  | Potrčeva, Trg republike                                                                                          | Maja Končar, Zvone Hribar, Simon Repnik, Dragan Erbida, Roman Končar in statisti                                                                                              | [ 5 ] |
| 4.  | Ondi veliki šminker    | 13. december 1994 | | Maja Končar, Zvone Hribar, Simon Repnik, Dragan Erbida, Tisa Novak, Tjaša Meško, Roman Končar in statisti                                                                     | [ 6 ] |
| 5.  | Šopek za mamico        | 20. december 1994 | Potrčeva, Bolgarska - vrtec, Emona center Koseze, Cankarjeva, križišče Jamova - Jadranska, park Zvezda, Pen klub | Maja Končar, Zvone Hribar, Simon Repnik, Dragan Erbida, Tisa Novak, Tjaša Meško, Roman Končar, Boris Kerč, Janez Drozg                                                        | [ 7 ] |
| 6.  | Izlet                  | 27. december 1994 | | |       |
| 7.  | Alkohol                | 3. januar 1995    | Potrčeva, Cerkniška, Tržaška, Župančičeva jama                                                                   | Maja Končar, Zvone Hribar, Simon Repnik, Dragan Erbida, Roman Končar | [ 8 ] |
| 8.  | Nedelja                | 10. januar 1995   | | |       |
| 9.  | Cilkine ovire          | 17. januar 1995   | | |       |
| 10. | Razjarnikovi v prometu | 24. januar 1995   | | |       |

## Ekipa
- fotografija: Lenart Vipotnik
- montaža: Zlatjan Čučkov
- glasba: Slavko Avsenik ml.[navedi vir]

## Produkcija
Ministrstvo za notranje zadeve RS se je s scenarijem seznanilo leta 1993, leta 1994 pa so jih predstavniki sveta za preventivo in vzgojo v cestnem prometu in Televizije Slovenija zaprosili za pomoč pri snemanju in sofinanciranju. Denarja za ta namen niso imeli, so pa ponudili brezplačno pomoč. V času snemanja, med 31. majem in 5. julijem 1994, je sodelovalo 45 policistov postaje prometne policije Ljubljana I., ki so opravili 426 ur. Z njihovimi službenimi vozili je bilo prevoženih 329 km. TV ekipa si je izposodila tudi dva letna kompleta policijske opreme.

## Kritike
Delov novinar, prisoten na predstavitvi prvih treh epizod, je napisal, da ni mogel izluščiti glavnega prometnega sporočila, ki naj bi bilo namenjeno najstnikom oziroma mladostnikom, ki so najpogostejše žrtve nepremišljenega ravnanja drugih v prometu, ter da zna preventivno sporočilo, ki ga igralci izpovejo na koncu vsakega nadaljevanja, izzveneti v prazno, saj gledalci ob napisih nastopajočih običajno poiščejo drug kanal.
Vesna Marinčič (Delo) je v oceni prve epizode projekt raztrgala. Zafrkljivo je napisala, da nova serija gledalcem vzbuja upanje, saj naslednje epizode ne morejo biti slabše od prve, ampak le boljše. Zakonca Razjarnik je opisala kot nesmešen par pohlevneža in nonstop vpijoče nagačene kure, ki je videti bebav. Likom je očitala, da nimajo kaj povedati in da bo tako še devetkrat. Zmotilo jo je, da je namen serije, kjer je v središču družina, jasen šele na koncu, ko eden od udeležencev v privatnem aranžmaju občinstvo pozove k varni vožnji. O režiserju in scenaristki je napisala, da sta delala ambiciozne in priljubljene mladinske oddaje, zdaj pa slovenskemu življu kršita osnovne televizijske pravice. Smešno ji je bilo samo to, da jima Janez Lombergar, direktor TV programov, drži svečo. Oceno je zaključila z mislijo: »V redu je, da so Razjarnikovi na sporedu ob torkih v elitnem času, za elito ni strahu. Bati bi se bilo treba za otroke - te večne nedolžne žrtve prometa «.
Rafael Kužnik, poslanec državnega zbora RS iz vrst SNS, je trdil, da nadaljevanka dela iz policajev bedake. Ministrstvo za notranje zadeve se z njegovo oceno ni strinjalo, saj so tudi ostali liki predstavljeni komično. Končarjeva igra se jim je zdela korektna in v skladu s tonom nadaljevanke. Ocenjevanja njene kvalitete so se vzdržali, njihov namen je bil prispevati k boljši prometni varnosti.